# コクラン (組織)
コクラン（英語: Cochrane、以前はコクラン共同計画として知られていた）とは、治療と予防に関する医療情報を定期的に吟味し、人々に伝えるために、世界展開している組織である。 1993年に、イギリスの国民保健サービス（NHS）による根拠に基づく医療（EBM）政策と実践、またその定量的な評価の一環として活動を開始した。
ランダム化比較試験（RCT）を中心に臨床試験をくまなく収集し、評価し、分析した系統的レビュー「コクランレビュー」は、抄録や一般語訳（医学の専門用語を避けて書かれた平易な要約）が付けられ、医療関係者や医療政策決定者、さらには専門知識をもたない一般市民がエビデンス（科学的根拠）の内容を理解するのを助けているとされる。
現在にいたるまで、世界50か国と地域に支部をもち、130か国以上の科学者が参加し、8000以上のメタアナリシス（メタ分析）が行われコクランレビューが作成されている。国際的なNPO（非営利団体）の形態をとり、企業からの資金提供やその他の利害関係のない、信頼性の高い情報を生み出すことを大切にすることを目標にしている。
コクランレビューの一部は日本語訳が提供され、内容を短くまとめた抄録部分がホームページで無料で公開されている。この翻訳事業は、日本コクランセンターによって進められている。コクランの日本支部は、2014年に設立された。

## 設立
コクランは、 イアイン・チャーマーズのリーダーシップの下で1993年に設立された。チャーマーズが周産期分野の臨床試験を集めて作成したデータベースは、その後の全医療分野の臨床試験データベースとなった。現在、このデータベースはCENTRALと呼ばれ一般に公開されている。
コクランの名称は、メタアナリシスの積極的な活用を主張した研究者アーチボルド・コクラン氏に由来する。コクランは、根拠に基づく医療 (EBM) の3人の父のうち1人と言われ、3つのことを提唱している。第1は、イギリスの国民保健サービス（NHS）は、「有効な治療のみ無料とすること」。それにより、限られた医療資源はより効率的に使われる。第2は、有効を立証するためイギリスではじめて行われた「ランダム化比較試験を重視すること」。第3は、「そうしたデータを定期的批判的に吟味し、調査を必要とする人に遅れなく届けること」であった。

## システマティック・レビュー
コクランにより、システマティック・レビュー （系統的レビュー）と呼ばれる手法が確立された。システマティック・レビューとは、ある課題に関して行われた研究を数多くある文献データベースなどを基に網羅的に検索し、その文献の情報の質（研究の質）を系統的に評価し、一定の情報の質をもつものだけ残しそれぞれの研究結果を可能な範囲で統計学的に統合したものである。
1993年7月にイギリスのコクランセンターが『イギリス医師会雑誌』(BMJ）と共同で会議を開き、1994年に論文となったものが、『システマティック・レビュー』(Systematic Reviews) として出版されている。システマティック・レビューとメタアナリシスに関する章で構成されており、システマティック・レビューに関しては、バイアス（偏り）とエラーを最小にする方法が議論されている。

## コクラン・ライブラリー
コクラン・ライブラリー（Cochrane Library）は、コクランによって編纂された文書集である。以前はCD-ROMで年4回販売されていたが、現在は公式ウェブサイトのオンライン購読が主流である。日本では、多くの大学や病院が法人契約を結んでいる。それぞれのレビュー記事の抄録 (abstract) については、コクランのウェブサイトやPubMedを通じ、広く一般に無料で開放されており、原文も公表後1年経ったものは、無料で⾒られるようになっている。
コクラン・ライブラリーは、根拠に基づく医療（EBM：evidence-based medicine）の手法について検証したコクランレビュー(システマティック・レビュー)とコクランレビューのプロトコルから構成されるデータベースであるThe Cochrane Database of Systematic Reviews、適切にデザインされた臨床試験についてのリファレンスを集積したCENTRAL （The Cochrane Central Register of Controlled Trials ）など、いくつかの文書データベースの集積である。その中でも、コクランレビューのコレクションは、EBMの考え方に基づき、過去の多くの臨床試験の論文から、エビデンスレベルの高いものを集めて吟味するシステマティック・レビューの手法を使い、その時点での最良の治療法のエビデンスを提示する記事の集合として、コクラン・ライブラリの中核を成している。
コクランレビュー における典型的なEBM記事の評価においては、まず、対象となっている具体的な疑問を挙げたあと、該当分野の"Working Group"から、独立して通常複数のレビュアーが任命される。レビュアーはそれぞれ独立に、コクラン・ライブラリー自身の The Cochrane Central Register of Controlled Trials や Medline から、適切にランダム化された試験を検索・抽出し、その試験の妥当性や有効性を評価し、統計的な手法を用いることで、疑問について回答を導き出す。
EBMの考えに厳格に基づこうとする文献データベースとして、2018年現在、コクラン・ライブラリーは世界最大規模のものであり、多くの医療従事者が信頼を置いている。

### インパクトファクター
The Cochrane Database of Systematic Reviewsのインパクトファクターは、以下の通り。
2021年
12.008
2020年
9.266
2019年
7.890
2015年
6.103
2014年
6.035
2013年
5.939
2012年
5.785

### 利益相反ポリシー
コクランの利益相反（COI）の防止を目的としたポリシーでは、「特定のレビューの結果に既得権を持つ商業組織により、資金提供やレビューが実施される」ことはできないと規定されている。
ポリシーは2003年に作成され、2006年、2014年、2020年と定期的に改定されている。2020年の改定では、商業組織からの資金提供について、より厳しいルールが適用された。レビュー編集プロセスの間に利益相反が生じた場合にできる限り早期に、コクランレビューのすべての共著者はレビューに関する資金と利益相反を公開し、コクランに知らせる必要があるとされている。責任著者はすべての共著者の利益相反の公開フォームを集め、コクランレビュー原稿とともに利益相反の公開フォームを編集システムに投稿すべきとされている。投稿するコクランレビューのテーマに関して金銭的な利益相反を持つ商業組織はそのコクランレビューに資金提供をすることはできず、また、そのような商業組織がそのコクランレビューを作成することはできない。論文投稿時と論文アクセプト時に、すべてのコクランレビューの共著者は、投稿時点から36か月以内のすべての金銭的な利益相反とすべての非金銭的な利益相反を公表する必要がある。金銭的な利益相反を全く持たない共著者が、コクランレビュー論文原稿の著者チームの3分の２以上を占める必要がある。筆頭著者と最終著者は共に、金銭的な利益相反を全く持たない著者である必要がある。筆頭著者と最終著者は共に、企業から資金提供を受けた組み入れ研究(コクランレビューの組み入れ基準に該当する個別の研究)に関与していてはならない。コクランレビューの組み入れ基準に該当する可能性がある個別の研究の遂行、解析、出版に関わったあらゆる共著者は、その個別の研究をコクランレビューに組み入れるか除外するかに関する判定、その個別の研究からのデータの抽出、その個別の研究のバイアスリスクの評価、その個別の研究のGRADE評価(GRADEアプローチに基づくエビデンスの質の評価)の実施をすることはできない。
以下の資金提供や利益相反がある場合は、投稿コクランレビュー論文の著者となることはできない。投稿するコクランレビューのテーマに関して金銭的な利益相反を持つ商業組織に、現在または過去(論文投稿日から36か月以内)に雇用されている(パートタイムであってもフルタイムであっても)。投稿するコクランレビューのテーマに関して金銭的な利益相反を持つ商業組織の所有権を持つ。投稿するコクランレビューのテーマに関連する介入、診断検査、予後予測マーカーの特許権を持つ、あるいは該当する特許審査の申請中である。
以下の資金提供や利益相反がある場合は、投稿コクランレビュー論文の著者となることはできないかもしれない(その著者が筆頭著者や最終著者であるか否かに依存する、あるいは、著者チームの中で金銭的な利益相反を持つ共著者の割合に依存する)。投稿するコクランレビューのテーマに関して金銭的な利益相反を持つ商業組織からの支払い(講演料、謝礼、コンサルタント費、諮問委員会のメンバーであること)。投稿するコクランレビューのテーマに関して金銭的な利益相反を持つ商業組織からのサバティカル休暇への支援と研修旅行への支援。投稿するコクランレビューのテーマに関して金銭的な利益相反を持つ商業組織からの旅行代金、宿泊費用、日当、学会参加費の支払い。金銭的な利益相反を持つヘルスケア企業の株式を所有している。投稿するコクランレビューのテーマに関して金銭的な利益相反を持つ商業組織からの法的証言への支払いや法的助言への支払い。投稿するコクランレビューのテーマに関連するロイヤリティー(特許権や著作権)。投稿するコクランレビューのテーマに関して金銭的な利益相反を持つ商業組織から提供された研究資金。投稿するコクランレビューのテーマに関して金銭的な利益相反を持つ商業組織からフェローシップやその他の専門職の配置に関して受けた金銭的支援。
利益相反ポリシーに準拠しない投稿は、Cochrane Libraryに掲載されない。掲載後にこの利益相反ポリシーに反する公表された利益相反が判明した場合には、Committee of Publication Ethics（COPE）のガイドラインに基づいて、適切な事後措置が実施される。

## 批判と論争

### コクラン25年目の半数の理事の辞任
2018年の年次総会で、コクラン委員会は、コクランの北欧センターの理事兼所長であるピーター・ゲッチェを組織から追放した。ピーター・ゲッチェは、製薬産業は組織犯罪だとして無益な医療を告発してきており、別のコクランの著者による2018年5月のヒトパピローマウイルスワクチンのレビューへの論文について、7月に議論を起こしていた。その『イギリス医師会雑誌』(British Medical Journal; BMJ）に掲載された論説「コクラン HPVワクチンのレビューは不完全かつバイアスについての重要な証拠を無視している」では、ピーターらの1月の調査で既に46件のランダム化比較試験が完了しているのに、26件の試験を使ったとし、その他の副作用についての情報をいくつかの点で見落としていると指摘していた。9月14日、ピーターの追放について12人の理事の6人が賛成、5人が反対し、追放の決定後に4人の理事がこのような追放はコクランの精神に反すると抗議して辞任を表明した。続いて、選出されたメンバーとのバランスを維持するために、2人の任命されたメンバーに辞任を求め、コクランは理事の半分を失うことにつながった。ゲッチェは倫理統制の危機だという声明を発し、『サイエンス』の取材に対して、コクランへの出資者が圧力をかけたのではないかと漏らした。2012年にマーク・ウィルソンがコクランのCEOとなってから、商業に対して融和的になってきており、追放はこうした動きの一部だと述べている。

### 声明
2004年の抗うつ薬パキシルにおける、否定的な試験結果のグラクソ・スミスクラインによる隠蔽は、出版バイアスの議論から、アメリカ合衆国連邦政府の法改正や、世界保健機関（WHO）による試験の登録制度の構築など、試験の事前登録制度の構築へと繋がっていった。2011年10月5日に、コクランも、試験の登録とデータの透明性を求める声明を行った。声明の内容は、選択的な出版によるデータの隠蔽が有効性や有害性の誤った認識をもたらし、危険な臨床的な実践に繋がり、そしてデータの公開は多大な利益をもたらすために、データが公開されること、およびそのための司法制度の導入を求めるものである。
出版バイアスを減らすための試験登録は1986年にサイムズが言及し、1997年にはアメリカ食品医薬品局（FDA）近代化法の下、登録制度（ClinicalTrials.gov）ができたが、利用されないことも多く、2004年のパキシルの不祥事をきっかけに議論が進んだ。すぐに、試験の事前登録がない試験に関する論文を掲載しないという医学雑誌編集者国際委員会の声明がなされ、オタワにて国際的な登録制度の構築するための会議が行われた。2005年8月世界保健機関による国際的な臨床試験の登録制度であるICTRP（International Clinical Trials Registry Platform）の設立や、2007年FDA改正法（FDAAA）における登録の義務付け、同様に最初の被験者を募集する前に登録をするという2008年の世界医師会によるヘルシンキ宣言改訂につながった。

## 日本支部
2014年にコクランの日本支部が設立された。コクランジャパンでは、コクランレビュー作成のサポートやトレーニングを行い、日本の医療や政策の科学的根拠に基づいた意思決定を促進している。2014年は、『ネイチャー』におけるSTAP細胞の論文不正や、『ランセット』におけるディオバン事件といった、一流論文誌における科学における不正行為への疑惑解明が相次いだ。
コクランレビューの日本語翻訳は、日本医療機能評価機構のMINDSが長く行ってきたが、2016年4月よりコクランジャパンが翻訳事業を引き継いだ。コクランレビューの要約をボランティアが日本語に翻訳している。

## パートナーシップ

### 世界保健機関（WHO）
2011年に、コクランは世界保健機関（WHO）と公式に提携関係を結んだ。コクランは世界保健総会などのWHOの会議に投票権のない代表者を任命し、WHOの保健に関する決議に発言し説明文を加える権利を与えられている。

### 英語版ウィキペディア
ウィキペディアでは、医学関連記事の閲覧回数が毎月1億8千万回を超える一方、正式な査読の過程を経たソースを元とした記事は1パーセント未満である。インターネットで利用できる健康に関するエビデンス（科学的根拠）の質や内容を根本から変えるべく、2014年にコクランとウィキペディア財団は正式なパートナーシップを結んだ。コクランは、 英語版ウィキペディアの医療情報にエビデンスを含めることや、可能な限り正確なものになるようリソースを提供している。